# Ekrem Akurgal
Ekrem Akurgal, né le 30 mars 1911 à Tulkarem et mort le 1er novembre 2002 à Izmir, est un éminent historien et archéologue turc.

## Biographie
Membre de l'Académie des inscriptions et belles-lettres, élu le 21 février 1992 en tant qu'Associé étranger, c'est un helléniste orientaliste.
Ses travaux concernent l'ensemble des civilisations anatoliennes depuis les Hittites jusqu'à l'époque hellénistique. Il est l'auteur de nombreux ouvrages portant sur l'histoire de l'art antique, notamment les rapports entre civilisations occidentales et orientales. Il a entre autres dirigé les fouilles de Daskyleion, Phocée (Foça), Érythrée et Smyrne.
Sa femme, Meral Akurgal, a repris les fouilles de la Smyrne archaïque, sur le site de Bayrakli, au nord d'Izmir.